# Камден-он-Голи
Камден-он-Голи (англ. Camden-on-Gauley) — город в округе Уэбстер, штат Западная Виргиния (США). В 2010 году в городе проживало 169 человек 

## Географическое положение
Камден-он-Голи находится в центре штата Западная Виргиния на реке Голи. По данным Бюро переписи населения США город имеет общую площадь в 0,88 км² (0,85 км² — суша, 0,03 км² — вода).

## История
Камден-он-Голи был инкорпорирован в 1904 году. До этого название населённого пункта было Лейнс-Боттом. Город был переименован в честь сенатора Джонсона Камдена, который построил в городе первый дом отдыха и мельницу, и реки, на которой расположен населённый пункт. Основной отраслью Камдена-он-Голи была деревообрабатывающая промышленность.

## Население
По данным переписи 2010 года население Камден-он-Голи составляло 169 человек (из них 50,3 % мужчин и 49,7 % женщин), в городе было 70 домашних хозяйств и 48 семей. На территории города было расположено 87 построек со средней плотностью 102,4 постройки на один км² суши. Расовый состав: белые — 100,0 %.
Население города по возрастному диапазону по данным переписи 2010 года распределилось следующим образом: 20,1 % — жители младше 18 лет, 4,8 % — между 18 и 21 годами, 58,7 % — от 21 до 65 лет и 15,2 % — в возрасте 65 лет и старше. Средний возраст населения — 39,5 лет. На каждые 100 женщин в Камден-он-Голи приходилось 101,2 мужчин, при этом на 100 совершеннолетних женщин приходилось уже 114,3 мужчин сопоставимого возраста.
Из 70 домашних хозяйств 68,6 % представляли собой семьи: 45,7 % совместно проживающих супружеских пар (17,1 % с детьми младше 18 лет); 15,7 % — женщины, проживающие без мужей и 7,1 % — мужчины, проживающие без жён. 31,4 % не имели семьи. В среднем домашнее хозяйство ведут 2,41 человека, а средний размер семьи — 2,94 человека. В одиночестве проживали 31,4 % населения, 7,1 % составляли одинокие пожилые люди (старше 65 лет).
Динамика численности населения:
|  |

## Экономика
В 2014 году из 97 человек старше 16 лет имели работу 56. При этом мужчины имели медианный доход в 42 500 долларов США в год против 28 125 долларов среднегодового дохода у женщин. В 2014 году медианный доход на семью оценивался в 48 750 $, на домашнее хозяйство — в 42 813 $. Доход на душу населения — 17 236 $ в год.